# Abraham Janssens
Abraham Janssens, född omkring 1575 i Antwerpen, död (begraven den 25 januari) 1632, var en flämländsk målare. 
Janssens blev 1585 lärjunge hos Jan Snellinck och tillhörde den äldre flamländska skola, som under Martin de Vos och Otto Venius höll fast vid de italienska traditioner, vilka med Mabuse blivit införda i den flamländska målarskolan. Han vann även framgång på denna bana; 1601 blev han medlem av Sankt Lukasgillet och 1606-1607 var han detta gilles ordförande. Då Rubens kom hem till Antwerpen 1608 och där verkade en fullständig omsvängning i den flamländska skolans konst från den slaviska härmningen av främmande mönster till en frisk och omedelbar uppfattning av naturen, blev Janssens dennes bittre motståndare och lät inte påverka sig av den nya tidens anda. Det torde dock höra till sagans område, att Janssens utmanat Rubens till en formlig tävlan. Han behöll sitt gamla anseende på den gamla grunden, nämligen korrekthet och städad form i motsats till inspiration och glödande färg, och dog i goda omständigheter. Av hans arbeten kan nämnas Heliga familjen och Herdarnas tillbedjan (bägge i Antwerpens museum), Pomona och Meleager (i Berlin) samt på flera ställen allegoriska målningar, såsom i Bryssel Tro och Hopp upprätthåller Ålderdomen emot Tidens mödor.